# Арабский сыр
Ара́бский сы́р (араб. جبنة عربية‎) — также известен как джибне арабия, мягкий белый сыр, распространённый по всему Ближнему Востоку. Он особенно популярен в Египте и странах Персидского залива. Сыр имеет мягкий вкус, похожий на фету, но менее солёный. Происхождение берёт своё начало на Ближнем Востоке. Первыми его начали изготавливать бедуины из козьего или овечьего молока, в настоящее время применяется также коровье.

## Разновидности
В Объединённых Арабских Эмиратах джибне арабие называется полутвёрдый сыр, приготовленный из коровьего молока. Сыр имеет твёрдую, открытую текстуру, а его вкус очень мягкий. Его употребляют как самостоятельно, так и в сочетании с различными овощами и маринованными оливками. Джибне арабие часто жарят на сковороде, в сочетании с несколькими яйцами.

## Употребление в пищу
Джибне арабие используется для приготовления пищи или просто в качестве столового сыра. Также является ингредиентом в пирожных с начинкой из сыра, таких как кнафе.